# Fascinus
Fascinus là một chi ốc biển, là động vật thân mềm chân bụng sống ở biển trong họ Fasciolariidae.

## Các loài
Các loài trong chi Fascinus gồm có:
- Fascinus typicus Hedley, 1903[2]